# Pokrzywkowe zapalenie naczyń
Pokrzywkowe zapalenie naczyń – układowe zapalenie małych naczyń krwionośnych głównie w obrębie skóry, rzadziej w zakresie innych tkanek i narządów, przebiegające z pokrzywką utrzymującą się przez ponad 24 godziny.

## Epidemiologia i etiologia
Pokrzywkowe zapalenie naczyń jest przyczyną przynajmniej 1% przypadków przewlekłej pokrzywki, której czynnik sprawczy jest trudny do ustalenia. W patogenezie choroby biorą udział kompleksy immunologiczne. Wyróżnia się postać pierwotną oraz wtórną choroby.
Przyczyny postaci wtórnej pokrzywkowego zapalenia naczyń:
- zespół Sjögrena
- toczeń rumieniowaty układowy
- zakażenie wirusem zapalenia wątroby typu C i innymi drobnoustrojami
- choroba posurowicza
- gammapatie monoklonalne typu IgG i IgM
- białaczki
- chłoniaki
- niska i wysoka temperatura otoczenia
- wysiłek fizyczny.

## Objawy choroby
U około 100% chorych stwierdza się wykwity skórne charakterystyczne dla pokrzywki z towarzyszącym bólem i/lub pieczeniem. Poza tym na skórze widoczne mogą być zmiany o typie plamicy uniesionej. Zagojone zmiany mogą pozostawiać po sobie przebarwienia. U około 40% chorych występują bóle stawowo-mięśniowe, rzadziej obrzęki stawów. Choroba może zajmować też układ pokarmowy, płuca, nerki, oczy, układ nerwowy, niekiedy obserwuje się też stan podgorączkowy.
Zespół Schnitzler jest postacią pokrzywkowego zapalenia naczyń współistniejącego z monoklonalną gammapatią IgM, gorączką, hiperostozą, bólem stawów i kości, limfadenopatią i hepatomegalią.

## Badania dodatkowe
W przebiegu pokrzywkowego zapalenia naczyń stwierdza się następujące nieprawidłowości:
- wzrost OB
- spadek poziomu składowych dopełniacza w surowicy krwi
- erytrocyturia
- w badaniu histopatologicznym skóry:
  - cechy leukocytoklastycznego zapalenia naczyń
  - złogi przeciwciał
  - złogi składowych dopełniacza.

## Rozpoznanie choroby
Pokrzywkowe zapalenie naczyń rozpoznaje się na podstawie objawów klinicznych oraz badania histopatologicznego skóry. Wyróżnia się postać choroby z prawidłowym poziomem składowych dopełniacza we krwi oraz z obniżeniem tego poziomu (ta postać towarzyszy najczęściej układowemu toczniowi rumieniowatemu). Schorzenie należy różnicować z innymi postaciami pokrzywki i układowymi zapaleniami małych naczyń.

## Leczenie
W terapii stosuje się leki przeciwhistaminowe, niesteroidowe leki przeciwzapalne, kortykosteroidy, dapson, kolchicynę, a także w niektórych przypadkach hydroksychlorochinę. Niekiedy pacjenci otrzymują azatioprynę, metotreksat i cyklofosfamid.